# Ivanščica
Ivanščica (zvana i Ivančica) 1060 mnv., najviša planina sjeverozapadne Hrvatske, smještena u Hrvatskom zagorju. Proteže se u smjeru zapad-istok, duga oko 30 km i široka dop;9 km, a omeđena je vodotocima Bednje, gornjeg toka Lonje, Krapine i Velikog potoka.
Danas se na Ivanščici nalazi planinarski dom HPD-a Ivančice iz Ivanca na 1054  mnv. Zove se po hrvatskom domoljubu, planinaru, književniku i novinaru, pravašu Josipu Pasariću.
Planinarski dom i metalni vidikovac otvoreni su 1. rujna 1929., a sagradili su ih ivanečki i varaždinski planinari.
U predosmansko i osmansko doba imala je važnu stratešku ulogu. Na njoj je bio niz obrambenih utvrda sagrađenih od 13. stoljeća. Nakon prestanka osmanske opasnosti brojne utvrde su napuštene, a dvorci prenamijenjeni u kaštele. Na južnim padinama Ivanščice u tom obrambenom lancu su Loborgrad, Gradina kraj Lobora, Oštrcgrad, Belecgrad, utvrda Židovina, Milengrad, Gradišče, Gotalovec i Grebengrad, a na sjevernim padinama Lepoglava, Gradišče kraj Margečana, Ivanec i Bela.

## Vanjske poveznice
- O Ivančici  Arhivirana inačica izvorne stranice od 25. studenoga 2015. (Wayback Machine)